# Şahinkayası, Onikişubat
Şahinkayası là một thị trấn thuộc huyện Onikişubat, tỉnh Kahramanmaraş, Thổ Nhĩ Kỳ. Dân số thời điểm năm 2010 là 3.078 người.